# Хаттуса
Хаттуса (тур. Hattuşaş) — столиця давнього Хетського царства (Пізня бронза). Руїни міста сьогодні лежать біля містечка Богазкале (тур. Boğazkale), Туреччина, басейн річки Кизил-Ірмак.
Руїни міста входять до списку об'єктів Світової спадщини ЮНЕСКО з 1986 року.

## Околиці
Рельєф околиць включав в себе багаті сільськогосподарські поля, пагорби, пасовища, а також ліси. Біля городища досі є невеликі ліси, але в минулому вони були значно більшими та ширшими. Це свідчить про те, що населення мало вдосталь деревини, аби будувати різного роду споруди. На полях люди вирощували пшеницю, ячмінь та сочевицю. Для шиття одягу використовували лляну тканину, але основним матеріалом була овеча вовна. Жителі також полювали на оленів, але припускають, що це була лише розкіш для аристократів. Основним джерелом м'яса була худоба. Поблизу були й інші поселення, такі як святиня Язиликая (тур. Yazilikaya) та місто Аладжа-Хююк. Оскільки довколишні річки були мілкими та не придатними для судноплавства, користувалися сухопутним транспортом.